# دفتر خاطرات عزیزم
دفتر خاطرات عزیزم (انگلیسی: Dear Diary) یک فیلم به کارگردانی دیوید فرانکل است که در سال ۱۹۹۶ منتشر شد.

## بازیگران
- بی‌بی نیوورتس
- برایان کروین
- بروک آلتمن
- هویلند موریس
- مایکل استار
- مایک استار